# Патуљасти нилски коњ
Пигмејски или патуљасти нилски коњ (лат. Choeropsis liberiensis) је представник породице Hippopotamidae. Живи у шумама и мочварама западне Африке. То је ноћна животиња биљојед. Висине је до 75 cm до рамена и тежине око 180 килограма. Живе усамљенији живот него њихов крупнији рођак. Боја коже им је зеленкасто-црна. Просечан животни век је 35 година. Трудноћа траје од 190 до 210 дана.